# Płock (stacja kolejowa)
Płock – największa stacja kolejowa w Płocku, w województwie mazowieckim. Stacja znajduje się około 3 km od centrum miasta, przy ulicy Dworcowej.

## Ruch pasażerski
| Rok  | Wymiana pasażerska na dobę |
| ---- | -------------------------- |
| 2017 | 300-499                    |
| 2022 | 300-499                    |

Budynek stacji mieści również dworzec PKS. Na peronach stacji mieszczą się 2 wiaty dla podróżnych. Na peronie pierwszym znajduje się biletomat Kolei Mazowieckich.
W 2014 roku budynek dworca przeszedł remont generalny. Koszt inwestycji wyniósł 15 mln zł.

## Połączenia
Obecnie stacja w Płocku obsługuje :
Pociągi regionalne Kolei Mazowieckich relacji Kutno – Płock – Sierpc (R31),
Pociąg przyspieszony  KM „Mazovia” relacji Warszawa Główna – Płock (RE3)
TLK Flisak łączący Płock z Gdynią oraz Katowicami.
IC Chemik łączący Płock z Katowicami.
| Linia           | Przewoźnik         | Trasa | Uwagi |
| R31             | Koleje Mazowieckie | Kutno – Kutno Azory – Raciborów Kutnowski – Strzelce Kujawskie – Sierakówek – Gostynin – Rogożew – Łąck – Płock Radziwie – Płock – Płock Trzepowo – Proboszczewice Płockie – Gozdowo – Susk – Sierpc | Kursuje codziennie po kilka razy dziennie, na odcinku Kutno - Płock - Kutno kursuje EZT, a na odcinku Sierpc - Płock Sierpc autobus ZKA lub szynobus                                                                                             |
| RE3 „Mazovia”   | Koleje Mazowieckie | Warszawa Wschodnia – Warszawa Centralna – Warszawa Zachodnia – Ożarów Mazowiecki – Błonie – Teresin Niepokalanów – Sochaczew – Łowicz Główny – Kutno – Strzelce Kujawskie – Gostynin – Łąck – Płock | Poranny pociąg, kursuje w jedną stronę z Płocka do Warszawy każdy dzień oprócz niedziel. |
| RE3             | Koleje Mazowieckie | Warszawa Wschodnia – Warszawa Centralna – Warszawa Zachodnia – Sochaczew – Łowicz Główny – Kutno – Gostynin – Płock | Wieczorny pociąg, kursuje w jedną stronę z Płocka do Warszawy, tylko w weekendy |
| RE3 „Mazoviak”  | Koleje Mazowieckie | Warszawa Wschodnia – Warszawa Centralna – Warszawa Zachodnia – Ożarów Mazowiecki – Błonie – Teresin Niepokalanów – Sochaczew – Łowicz Główny – Kutno – Strzelce Kujawskie – Gostynin – Łąck – Płock | Poranny pociąg, kursuje w jedną stronę z Płocka do Warszawy każdy dzień oprócz niedziel. |
| RE31            | Koleje Mazowieckie | Warszawa Wschodnia – Warszawa Stadion – Warszawa Powiśle – Warszawa Śródmieście – Warszawa Ochota – Warszawa Zachodnia – Sochaczew – Łowicz Główny – Kutno – Gostynin – Płock | Poranny pociąg, kursuje w jedną stronę z Warszawy do Płocka tylko w sobotę i niedzielę. |
| RE31 „Mazovia”  | Koleje Mazowieckie | Warszawa Wschodnia – Warszawa Centralna - Warszawa Zachodnia – Błonie – Teresin Niepokalanów – Sochaczew – Łowicz Główny – Kutno – Strzelce Kujawskie – Gostynin – Łąck – Płock | Wieczorny pociąg, kursuje w jedną stronę z Warszawy do Płocka w każdy dzień oprócz sobót. |
| RE31 „Mazoviak” | Koleje Mazowieckie | Warszawa Główna – Warszawa Zachodnia – Błonie – Teresin Niepokalanów – Sochaczew – Łowicz Główny – Kutno – Strzelce Kujawskie – Gostynin – Łąck – Płock | Wieczorny pociąg, kursuje w jedną stronę z Warszawy do Płocka w każdy dzień oprócz sobót. |
| IC "Chemik"     | PKP Intercity      | Katowice – Sosnowiec Główny – Będzin Miasto – Dąbrowa Górnicza – Zawiercie – Myszków – Częstochowa – Radomsko – Piotrków Trybunalski – Łódź Widzew – Łódź Chojny – Łódź Kaliska – Łódź Żabieniec – Zgierz – Ozorków – Łęczyca – Kutno – Gostynin – Płock | Wieczorny pociąg, kursuje 1 raz dziennie na trasie Katowice – Płock, w związku z remontem Katowickiego węzła kolejowego na odcinku Częstochowa - Katowice - Częstochowa możliwe zmiany tras w zależności od dnia                                 |
| TLK "Flisak"    | PKP Intercity      | Katowice – Sosnowiec Główny – Będzin Miasto – Dąbrowa Górnicza – Zawiercie – Myszków – Częstochowa – Radomsko – Piotrków Trybunalski – Łódź Widzew – Łódź Chojny – Łódź Kaliska – Łódź Żabieniec – Zgierz – Ozorków – Łęczyca – Kutno – Gostynin – Płock – Sierpc – Rypin – Brodnica – Jabłonowo Pomorskie – Grudziądz – Kwidzyn – Sztum – Malbork – Tczew – Gdańsk Główny – Gdańsk Wrzeszcz – Gdańsk Oliwa – Sopot – Gdynia Główna | Popołudniowy pociąg, kursuje 2 razy dziennie na trasach Katowice – Gdynia, oraz Gdynia – Katowice, , w związku z remontem Katowickiego węzła kolejowego na odcinku Częstochowa - Katowice - Częstochowa możliwe zmiany tras w zależności od dnia |

## Galeria

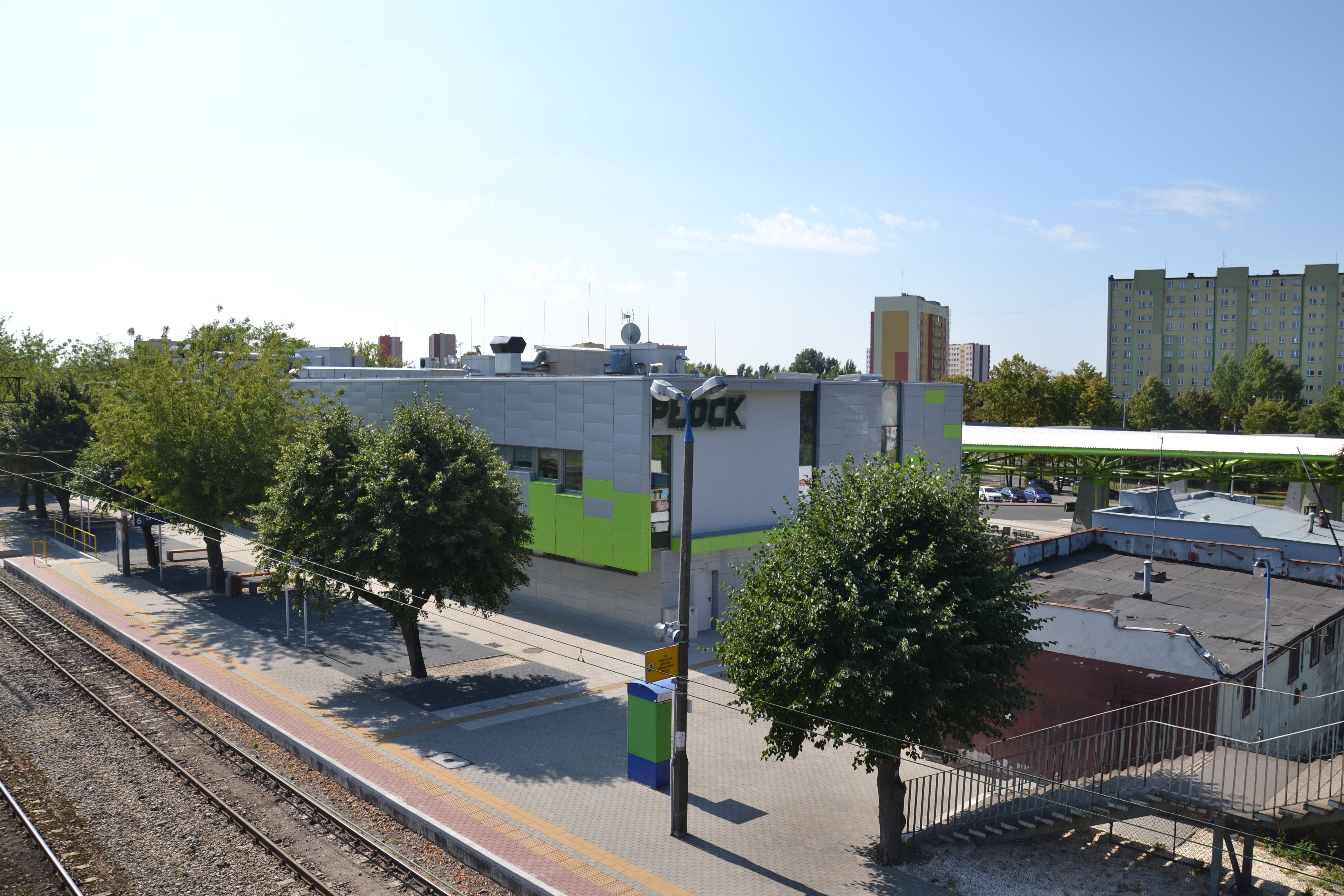
Widok z kładki
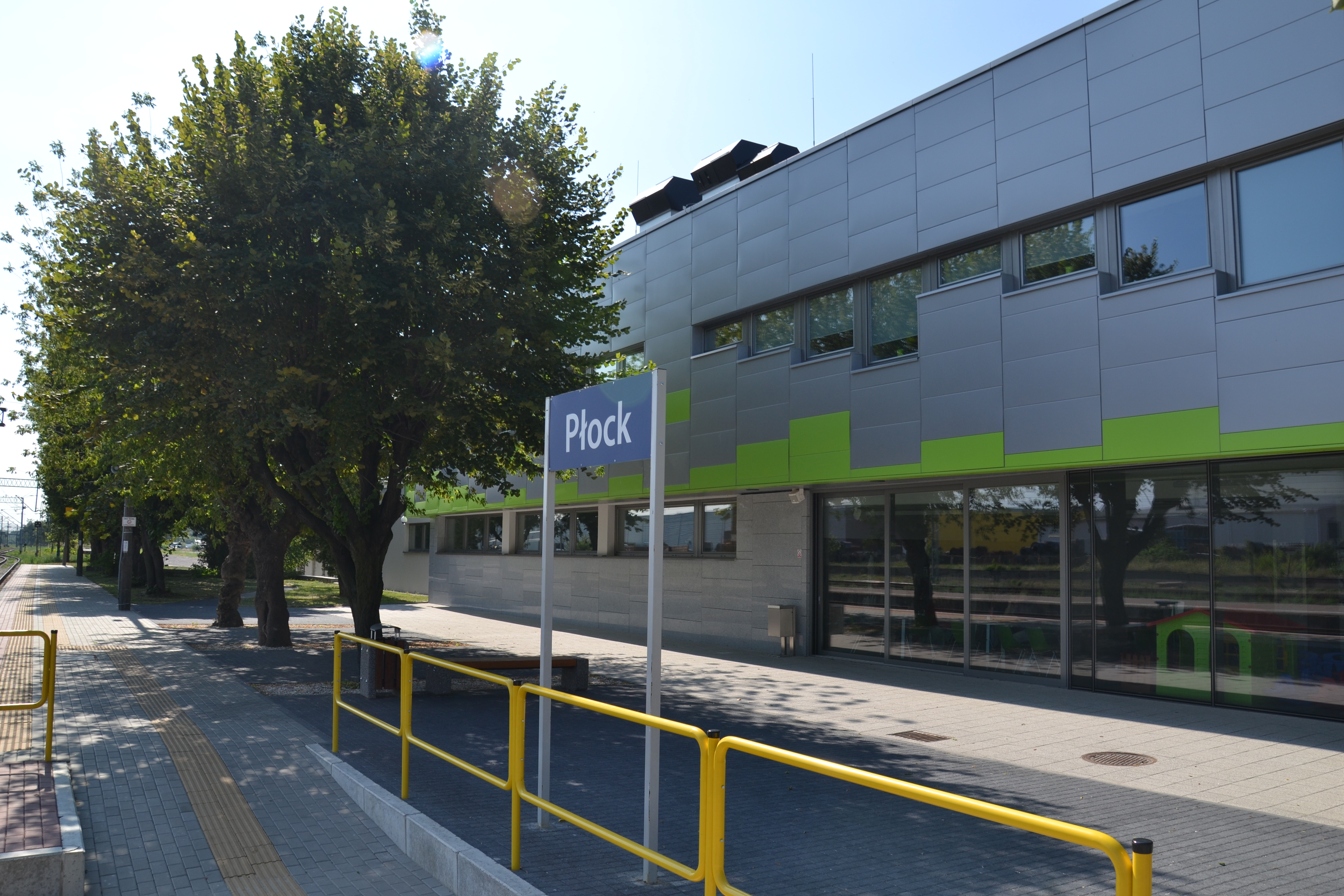
Od strony peronu
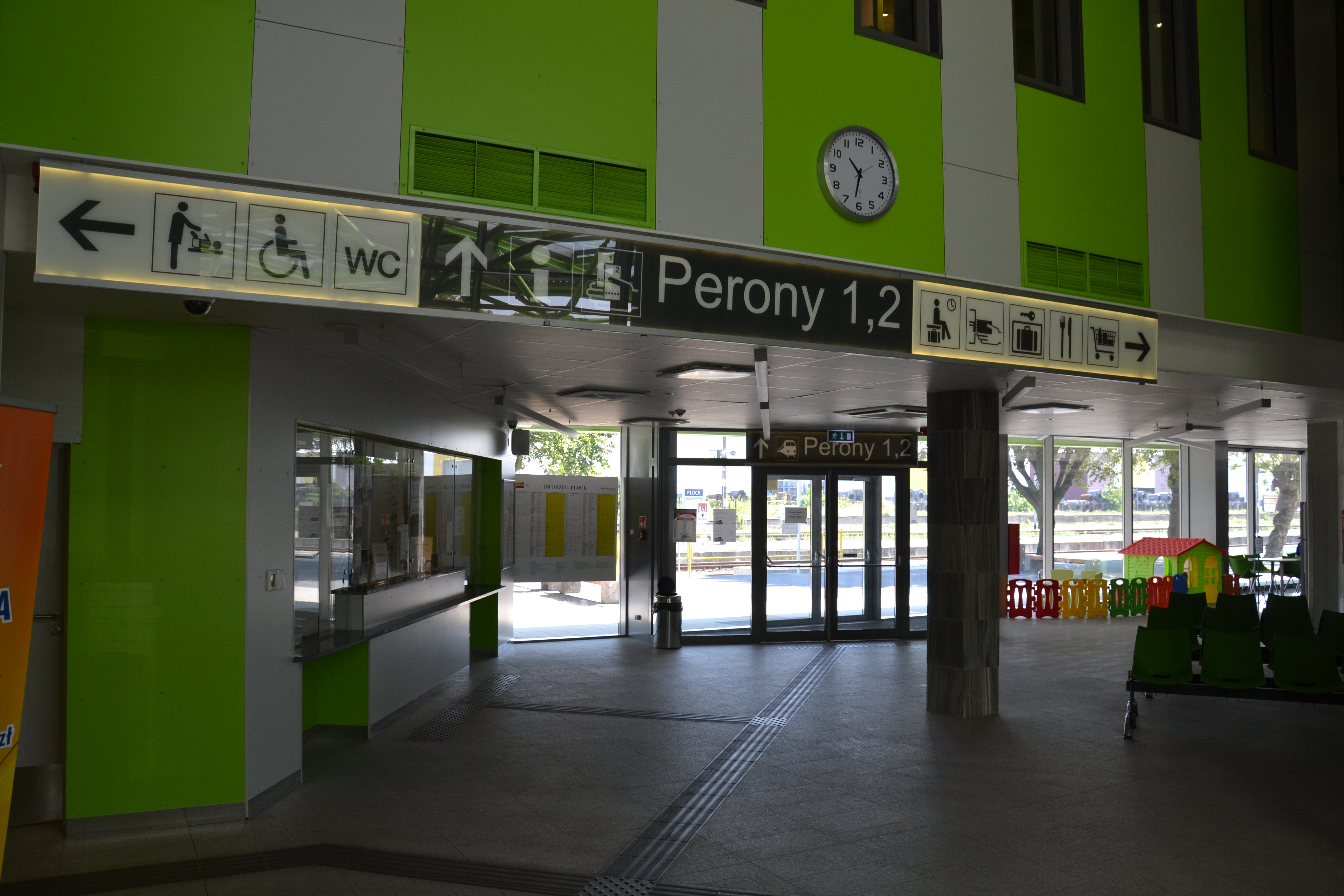
Wyjście na perony
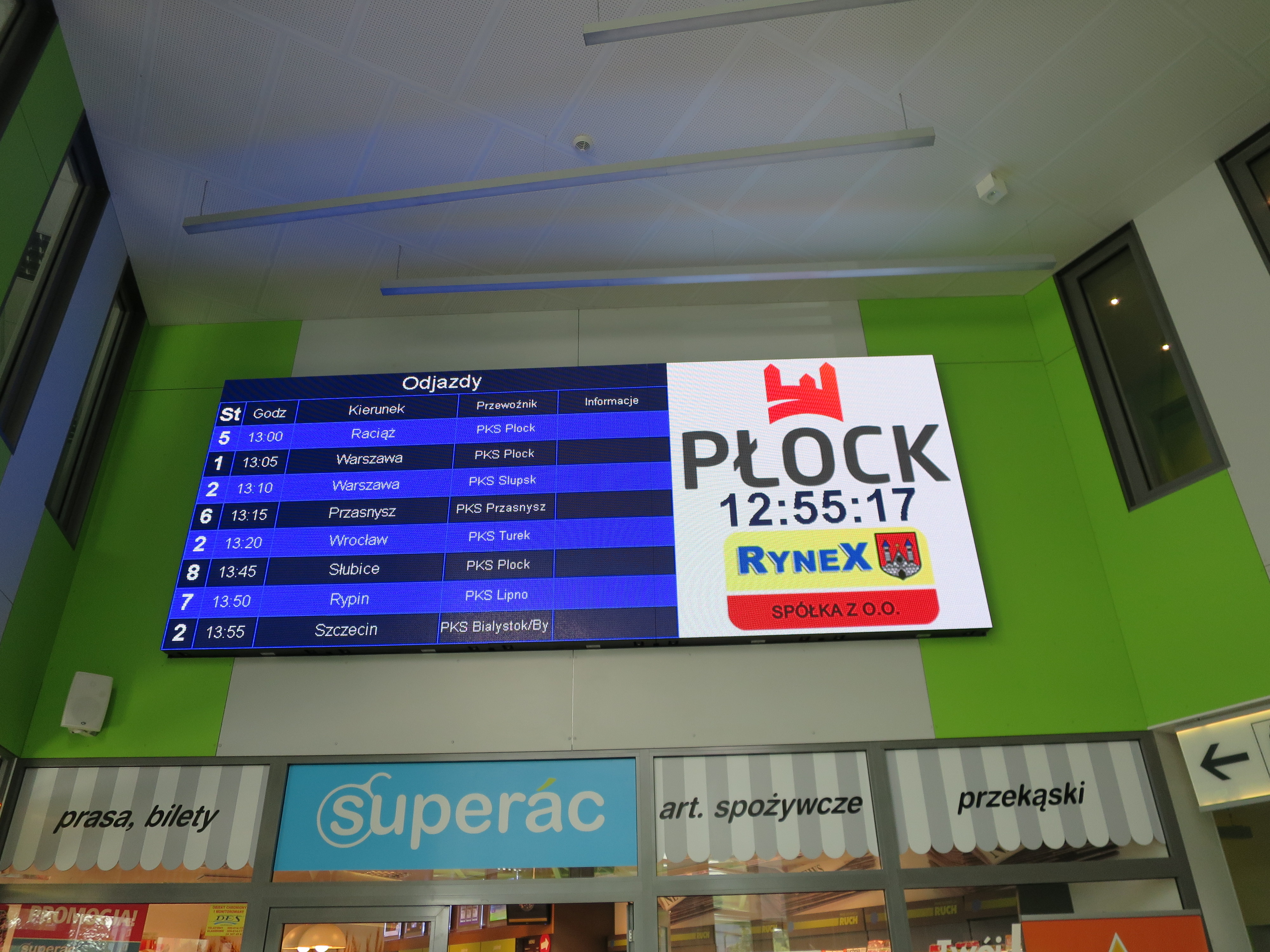
Tablica odjazdów autobusów
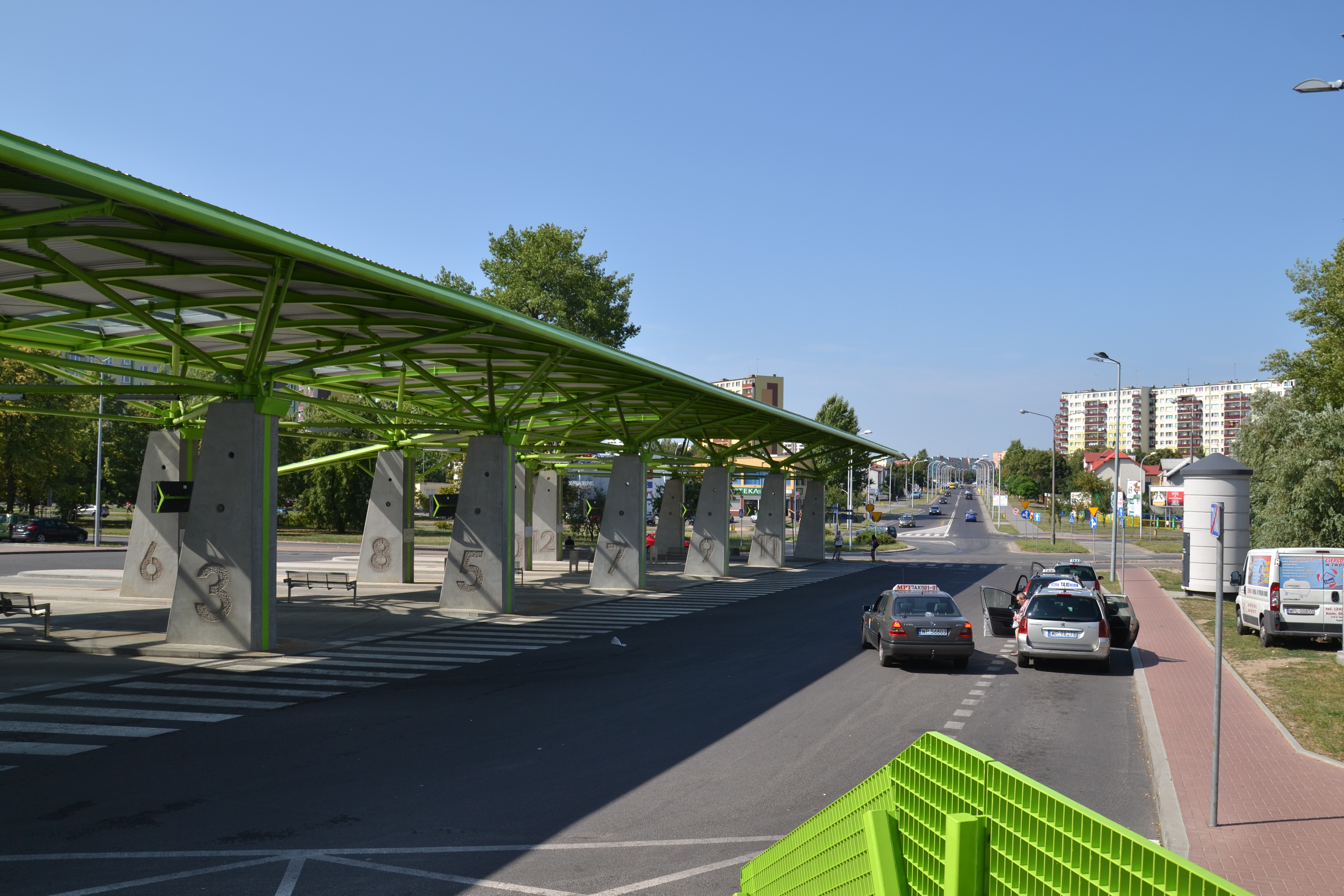
Perony autobusowe